# These Are Jokes
These Are Jokes es el primer conjunto de CD/DVD del comediante Demetri Martin. Algunas de las bromas han aparecido previamente en su especial de Comedy Central Presents, así como parte de la compilación "Invite Them Up".
El DVD adjunto contiene el especial de Demetri, Comedy Central Presents, algunos documentales cortos, algunas canciones, y dos actuaciones muy tempranas. 
El disco también cuenta con algunos amigos de Demetri, incluyendo a Will Forte, que aparece en "Personal Information Waltz", y el cómico Leo Allen, quien aparece en "These Jokes".
El álbum fue certificado Oro por la RIAA en mayo de 2009. 

## Listado de canciones
1. The Start – 3:01
2. Some Jokes – 7:09
3. The Remix – 5:40
4. Other Jokes – 1:27
5. Sames and Opposites – 8:04
6. These Jokes – 5:50
7. Personal Information Waltz – 7:12
8. One Story – 6:55
9. Some More Jokes – 3:30
10. The Jokes with Guitar – 13:58
11. The Grapes Song – 2:42
12. The Wisdom Song – 3:09
13. Hidden Track – 2:15

## Extras y curiosidades
- Incluye dos presentaciones: una introducción CD por la abuela de Martín y una introducción en el escenario por su compañero cómico Arj Barker.
- Las letras rojas en el empaque constituyen un código. Dice: "Demetri sea jokes" (en la portada), "some see more seashores see the hue red" (en la parte posterior), "I am at a site it is demetri inthis .com" (Detrás del CD), y "the code is tides" (detrás del DVD).
- Otros mensajes en rojo en la parte de atrás son "ego sum inconcinnus" (en latín que significa "yo soy torpe") y "double hawk"